# Vikki Slade
Pour les articles homonymes, voir Slade (homonymie).
Vikki Slade, née le 17 décembre 1972, est une femme politique britannique. Membre des Libéraux-démocrates, elle est députée de la circonscription de Mid Dorset and North Poole depuis 2024.

## Biographie
Vikki Slade naît le 17 décembre 1972.[réf. nécessaire]
Elle représente le ward de Broadstone en tant que conseillère locale à partir de 2011, notamment lorsqu'il fait partie du conseil municipal de Poole avant 2019. 
Lors des élections générales britanniques de 2015, elle est candidate pour succéder à Annette Brooke. Elle est soutenue par Matthew Oakeshott. 
Elle est la dirigeante du conseil de Bournemouth, Christchurch et Poole à partir des élections locales de 2019 jusqu'en septembre 2020. Renvoyée après un vote de défiance, elle occupe à nouveau cette fonction de 2023 jusqu'à sa démission en juillet 2024,, après son élection au Parlement. Elle est alors à la tête d'une nouvelle coalition appelée « Three Towns Alliance ». 
Lors des élections générales britanniques de 2024, elle est candidate dans la circonscription de Mid Dorset and North Poole. Elle remporte l'élection et détrône le conservateur Michael Tomlinson, ancien ministre d'État chargé de la lutte contre l'immigration illégale. Après avoir été élue députée, elle déclare qu'elle ne se serait pas présentée une cinquième fois si elle avait perdu.

## Vie privée
Vikki Slade est mariée à Paul Slade, conseiller du ward de Creekmoor. Ils ont quatre enfants.